# إبراهام اندروز باركر
إبراهام اندروز باركر (بالإنجليزية: Abraham Andrews Barker)‏ هو سياسي أمريكي، ولد في 30 مارس 1816 في الولايات المتحدة، وتوفي في 8 مارس 1898 في نفس البلد. حزبياً، نشط في الحزب الجمهوري. وقد انتخب عضو مجلس النواب الأمريكي.